# Wojewódzki Urząd Bezpieczeństwa Publicznego we Wrocławiu
Wojewódzki Urząd Bezpieczeństwa Publicznego we Wrocławiu (WUBP Wrocław) – jednostka terenowa Ministerstwa Bezpieczeństwa Publicznego, funkcjonująca na terenie województwa wrocławskiego w latach 1945-1956.
Siedziba WUBP mieściła się we Wrocławiu przy ul. Podwale.  W latach 1945–1956 WUBP we Wrocławiu podlegały PUBP/PUds.BP: w Bolesławcu, Bystrzycy Kłodzkiej, Dzierżoniowie, Jeleniej Górze, Kamiennej Górze, Kłodzku, Kożuchowie, Legnicy, Lubaniu, Lwówku Śląskim, Oleśnicy, Oławie, Namysłowie, Strzelinie, Sycowie, Świdnicy, Trzebnicy, Wałbrzychu, Wrocławiu, Ząbkowicach Śląskich, Złotoryi.
W 1953 roku, na terenie całego kraju, funkcjonowało: 17 WUBP, 2 MUBP na prawach
wojewódzkich (w Warszawie i Łodzi), 14 MUBP, 10 UBP na miasto i powiat (Toruń, Będzin, Bielsko, Bytom, Częstochowa, Gliwice, Radom, Tarnów, Jelenia Góra, Wałbrzych), 265 PUBP, 1 UBP na Nową Hutę i placówki UBP na m.st. Warszawę: UBP Wawer i UBP Włochy.

## Kierownictwo (szefostwo) WUPB we Wrocławiu
Kierownicy (szefowie):
- mjr Władysław Śliwa (1945-1945[4])
- ppłk Faustyn Grzybowski (1945-1948[4])
- ppłk Jan Zabawski (1948-1951[4])
- ppłk Eugeniusz Dowkan (p.o. szefa 1951-1953[4])
- mjr Daniel Kubajewski (1953-1954[4])
- ppłk Jan Onacik (1954-1956[4])

## Jednostki podległe
- PUBP w Bolesławcu
  - Kierownik (szef):

- PUBP w Bystrzycy Kłodzkiej.
  - Kierownik (szef):

- PUBP w Dzierżoniowie
  - Kierownik (szef):

- PUBP w Jeleniej Górze
  - Kierownik (szef):

- PUBP w Kamiennej Górze
  - Kierownik (szef):

- PUBP w Kłodzku
  - Kierownik (szef):

- PUBP w Legnicy
  - Kierownik (szef):

- PUBP w Lubaniu
  - Kierownik (szef):

- PUBP w Lwówku Śląskim
  - Kierownik (szef):

- PUBP w Oleśnicy
  - Kierownik (szef):

- PUBP w Oławie
  - Kierownik (szef):

- PUBP w Strzelinie
  - Kierownik (szef):

- PUBP w Sycowie
  - Kierownik (szef):

- PUBP w Świdnicy
  - Kierownik (szef):

- PUBP w Trzebnicy
  - Kierownik (szef):

- PUBP w Wałbrzychu
  - Kierownik (szef):

- PUBP we Wrocławiu
  - Kierownik (szef):

- PUBP w Ząbkowicach Śląskich
  - Kierownik (szef):

- PUBP w Złotoryi
  - Kierownik (szef):